# Liste von Sakralbauten in Leipzig
In der Liste von Sakralbauten in Leipzig nennt Kirchengebäude und sonstige Sakralbauten in Leipzig, Sachsen.

## Christentum
Hier sind alle Kirchen und ehemaligen Kirchen in Leipzig aufgeführt. Dabei werden hier als Kirchen solche christlichen Bauten angesehen, die speziell für eine sakrale Funktion erbaut wurden bzw. die umgebaut wurden, um eine solche Funktion zu erreichen. Wohn- und Gewerbebauten, die in ihrem Inneren Andachtsräume enthalten, wurden nicht berücksichtigt.
Die Kirchen haben sich zusammen mit der Ausbreitung der Stadt entwickelt. Die zwei größten und bedeutendsten Kirchenbauten des Mittelalters befanden sich in Alt-Leipzig. Damit ist das Gebiet gemeint, das bis 1889 – dem Jahr, in dem mit Reudnitz und Anger-Crottendorf die ersten Orte nach Leipzig eingemeindet wurden – die Innenstadt innerhalb des Promenadenrings und die Vorstädte umfasste. Um Alt-Leipzig herum Abbildungen die eingemeindeten Ortschaften einen Kranz. In vielen von ihnen blieb der ländliche Charakter mit den alten Dorfkirchen bewahrt. Einige zu klein gewordene Dorfkirchen wurden nach der Entwicklung der ehemaligen Dörfer zu bevölkerungsreichen Industrievororten in der zweiten Hälfte des 19. Jahrhunderts durch größere Neubauten ersetzt. Meist entstanden Kirchen jedoch als Neugründungen.
Entsprechend sind die nachfolgenden Tabellen nach Kirchen innerhalb des Rings, Kirchen in den Vorstädten und ehemaligen Dorfkirchen gruppiert, hinzu kommen die zahlreichen Kirchenneubauten seit dem 19. Jahrhundert.
Anmerkung: In den Tabellen sind die Namen abgegangener Sakralbauten kursiv gesetzt.

### Kirchen innerhalb des Promenadenrings und an der Außenseite des Rings
| Abbildung | Name                               | Standort                                       | Erbaut                        | Konfession     | Türme                      |
| --------- | ---------------------------------- | ---------------------------------------------- | ----------------------------- | -------------- | -------------------------- |
|           | Nikolaikirche                      | Nikolaikirchhof 4 b                            | letztes Drittel 12. Jh.       | ev.-luth.      | 75 m                       |
|           | Thomaskirche                       | Thomaskirchhof 19                              | 1482–1496                     | ev.-luth.      | 68 m                       |
|           | Matthäikirche (bis 1876 Neukirche) | ehemals Matthäikirchhof 22/23                  | nach 1230                     | ev.-luth.      | Dachreiter                 |
|           | Universitätskirche St. Pauli       | ehemals Augustusplatz, Ecke Grimmaische Straße | 1231–1240                     | ev.-luth.      | Dachreiter und Glockenturm |
|           | Alte Peterskirche                  | ehemals Petersstraße 43, Peterskirchhof        | 1507                          | ev.-luth.      | freistehender Glockenturm  |
|           | Alte Reformierte Kirche            | ehemals Thomaskirchhof 21/22                   | 1840 Einbau des Kirchenraumes | ev.-reformiert | turmlos                    |
|           | Alte Propsteikirche St. Trinitatis | ehemals Rudolphstraße 1/2                      | 1845–1847                     | röm.-kath.     | 54 m                       |
|           | Neue Propsteikirche St. Trinitatis | Nonnenmühlgasse 2                              | 2011–2015                     | röm.-kath.     | ca. 50 m                   |
|           | Evangelisch-reformierte Kirche     | Tröndlinring 7                                 | 1896–1899                     | ev.-reformiert | 67 m                       |

### Kirchen in den Alt-Leipziger Vorstädten
| Abbildung | Name                                                     | Standort                                                            | Erbaut                      | Konfession                     | Türme                                                                   |
| --------- | -------------------------------------------------------- | ------------------------------------------------------------------- | --------------------------- | ------------------------------ | ----------------------------------------------------------------------- |
|           | Johanniskirche                                           | ehemals Johannisplatz                                               | 1582–1584                   | ev.-luth.                      | 57 m                                                                    |
|           | Peterskirche                                             | Schletterstraße 5                                                   | 1881–1885                   | ev.-luth.                      | 88,5 m (Hauptturm – höchster Kirchturm Leipzigs) 2 × 42,6 m (Westtürme) |
|           | Gemeindezentrum der evangelisch-freikirchlichen Gemeinde | Bernhard-Göring-Straße 18–20                                        | 2009–2010                   | ev.-freikirchlich (Baptisten)  | turmlos                                                                 |
|           | Kreuzkirche                                              | Paul-Gruner-Straße 26                                               | 1921                        | ev.-methodistisch              | turmlos                                                                 |
|           | Landeskirchliche Gemeinschaft                            | Paul-Gruner-Straße 44                                               | 1907–1908                   | ev.                            | turmlos                                                                 |
|           | Interimskirche der Andreasgemeinde                       | ehemals August-Bebel-Straße, Ecke Scharnhorststraße                 | 1890                        | ev.-luth.                      |                                                                         |
|           | Andreaskirche                                            | ehemals Karl-Liebknecht-Straße 111 (heutiger Alexis-Schumann-Platz) | 1890–1893                   | ev.-luth.                      |                                                                         |
|           | Gemeindehaus der Andreasgemeinde                         | Scharnhorststraße 29–31                                             | 1935–1936                   | ev.-luth.                      | freistehender Glockenturm                                               |
|           | Bethlehemkirche                                          | Kurt-Eisner-Straße 22                                               | 1926–1927                   | ev.-luth.                      | freistehender Glockenturm                                               |
|           | Lutherkirche                                             | Ferdinand-Lassalle-Straße, Ecke Paul-Gerhardt-Weg                   | 1884–1887                   | ev.-luth.                      | 65 m                                                                    |
|           | All Saints Church                                        | ehemals Sebastian-Bach-Straße 1                                     | 1884–1885                   | anglikanisch                   | turmlos                                                                 |
|           | Interimskirche der Michaelisgemeinde                     | ehemals Eutritzscher, Ecke Roscherstraße                            | 1894                        | ev.-luth.                      | Dachreiter                                                              |
|           | Michaeliskirche                                          | Nordplatz                                                           | 1901–1904                   | ev.-luth.                      | 70 m                                                                    |
|           | Kirche der Brüdergemeinde                                | Jacobstraße 17–19                                                   | 1952–1954                   | ev.-freikirchlich              | turmlos                                                                 |
|           | Propsteikirche St. Trinitatis und Gemeindezentrum        | Emil-Fuchs-Straße 5–7                                               | 1978–1982 (profaniert 2015) | röm.-kath.                     | 18 m (seitlich stehender Glockenturm)                                   |
|           | Russisch-orthodoxe St.-Alexi-Gedächtniskirche            | Philipp-Rosenthal-Straße 51 a                                       | 1912–1913                   | russisch-orthodox              | 55 m                                                                    |
|           | Katholisch-apostolische Kirche in der Marienstadt        | Dohnanyistraße 22                                                   | 1874                        | kath.-apostolisch              | turmlos                                                                 |
|           | Gemeindezentrum der Evangelischen Gemeinde ELIM          | Hans-Poeche-Straße 11                                               |                             | freikirchliche Pfingstgemeinde | turmlos                                                                 |
|           | Kirche der Christengemeinschaft                          | Schenkendorfstraße 3                                                | 1981–1982                   | Die Christengemeinschaft       | turmlos                                                                 |
|           | Katholisch-apostolische Kirche                           | Körnerstraße 58                                                     | 1896–1897                   | kath.-apostolisch              | turmlos                                                                 |

### Kirchen in den seit 1889 eingemeindeten Ortschaften

#### Ehemalige Dorfkirchen
| Abbildung | Name                              | Standort                                                               | Erbaut                        | Konfession | Türme   |
| --------- | --------------------------------- | ---------------------------------------------------------------------- | ----------------------------- | ---------- | ------- |
|           | Kirche Hohen Thekla               | Neutzscher Straße                                                      | romanisch                     | ev.-luth.  |         |
|           | Stephanuskirche                   | Kieler Straße                                                          | 13. Jh.                       | ev.-luth.  |         |
|           | Christuskirche                    | Gräfestraße 18                                                         | romanisch                     | ev.-luth.  |         |
|           | Marienkirche                      | Lochmannstraße 1                                                       | 1702–1703                     | ev.-luth.  |         |
|           | Genezarethkirche                  | Theodor-Heuss-Straße 45                                                | 1783                          | ev.-luth.  |         |
|           | Immanuelkirche                    | Russenstraße 24                                                        | um 1213                       | ev.-luth.  | 18,2 m  |
|           | Alte Dorfkirche Schönefeld        | ehemals Zeumerstraße                                                   | 1527                          | ev.-luth.  |         |
|           | Alte Dorfkirche Portitz           | ehemals Altes Dorf                                                     | Anfang des 14. Jh             | ev.-luth.  |         |
|           | Gnadenkirche (Wahren)             | Opferweg 2                                                             | zweite Hälfte des 12. Jh.     | ev.-luth.  |         |
|           | Alte Dorfkirche Lindenau          | ehemals Roßmarktstraße (Standort heutiger Verlauf der Rietschelstraße) | vor 1276                      | ev.-luth.  |         |
|           | Laurentiuskirche                  | William-Zipperer-Straße 147                                            | älteste Teile aus dem 15. Jh. | ev.-luth.  | 30 m    |
|           | Gustav-Adolf-Kirche Lindenthal    | Lindenthaler Hauptstraße 11                                            | um 1720                       | ev.-luth.  |         |
|           | Kirche Wiederitzsch               | Zur Schule, Ecke Bahnhofstraße                                         | älteste Teile aus dem 12. Jh. | ev.-luth.  |         |
|           | Kirche Seehausen                  | Seehausener Allee 33                                                   | 13. Jh.                       | ev.-luth.  |         |
|           | Kirche Göbschelwitz               | Göbschelwitzer Straße 75                                               | romanisch/neugotisch          | ev.-luth.  |         |
|           | Kirche Gottscheina                | Am Ring                                                                | 17. Jh.                       | ev.-luth.  |         |
|           | Kirche Hohenheida                 | Am Anger 67                                                            | 13. Jh.                       | ev.-luth.  |         |
|           | Martinskirche Plaußig             | Grundstraße 17                                                         | 1726                          | ev.-luth.  |         |
|           | Pankratiuskirche Engelsdorf       | Kirchweg                                                               | um 1170                       | ev.-luth.  |         |
|           | Alte Dorfkirche Sommerfeld        | ehemals Arnoldplatz                                                    | romanisch                     | ev.-luth.  |         |
|           | Kirche Althen                     | Althener Anger                                                         | Ende des 13. Jh.              | ev.-luth.  |         |
|           | Kirche Hirschfeld                 | Hersvelder Straße 31                                                   | Anfang des 13. Jh.            | ev.-luth.  |         |
|           | Kirche Baalsdorf                  | Baalsdorfer Anger, Mittelweg                                           | spätromanisch                 | ev.-luth.  |         |
|           | Kirche Mölkau (Zweinaundorf)      | Zweinaundorfer Straße, Kantor-Schmidt-Weg                              | 1614                          | ev.-luth.  |         |
|           | Kirche Holzhausen                 | Hauptstraße                                                            | um 1150                       | ev.-luth.  |         |
|           | Kirche Zuckelhausen               | Zuckelhausener Ring                                                    | erste Hälfte des 13. Jh.      | ev.-luth.  |         |
|           | Kirche Liebertwolkwitz            | Kirchstraße 3                                                          | ursprünglich romanisch        | ev.-luth.  |         |
|           | Alte Connewitzer Kirche           | ehemals Prinz-Eugen-Straße 9                                           | 1770–1771                     | ev.-luth.  |         |
|           | Alte Dorfkirche Lößnig            | ehemals Raschwitzer Straße                                             | vor 1442                      | ev.-luth.  |         |
|           | Kirche Schönau                    | Schönauer Straße 245                                                   | 15. Jh.                       | ev.-luth.  |         |
|           | Kirche Lausen                     | Lausener Dorfplatz                                                     | ursprünglich romanisch        | ev.-luth.  |         |
|           | Kirche Miltitz                    | Miltitzer Dorfstraße 11                                                | 1739                          | ev.-luth.  |         |
|           | Alte Kirche Kleinzschocher        | ehemals Windorfer Straße, Ecke Kantatenweg                             |                               | ev.-luth.  |         |
|           | Apostelkirche                     | Dieskaustraße, Ecke Huttenstraße                                       | 1217                          | ev.-luth.  | 33 m    |
|           | Alte Dorfkirche Knauthain         | Seumestraße                                                            | romanisch                     | ev.-luth.  | turmlos |
|           | Dorfkirche Rehbach                | Rehbacher Anger                                                        | spätgotisch                   | ev.-luth.  |         |
|           | Andreaskapelle Knautnaundorf      | Rundkapellenweg                                                        | vor 1100                      | ev.-luth.  |         |
|           | Kirche Rückmarsdorf               | Brandensteinstraße                                                     | 12. Jh.                       | ev.-luth.  |         |
|           | Kirche Gundorf                    | Gundorfer Kirchweg 2                                                   | Ende des 12. Jh.              | ev.-luth.  |         |
|           | Hainkirche St. Vinzenz Lützschena | Elsteraue 7                                                            | Ende des 12. Jh.              | ev.-luth.  |         |
|           | Schloßkirche Lützschena           | Schloßweg                                                              | Anfang des 16. Jh.            | ev.-luth.  |         |

#### Seit dem 19. Jahrhundert entstandene Kirchen
| Abbildung | Name                                              | Standort                                             | Erbaut    | Konfession                                 | Türme                                     |
| --------- | ------------------------------------------------- | ---------------------------------------------------- | --------- | ------------------------------------------ | ----------------------------------------- |
|           | Alte Erlöserkirche                                | ehemals Zillerstraße 10                              | 1867–1869 | ev.-luth.                                  | 45 m                                      |
|           | Neue Erlöserkirche                                | Dauthestraße 1 a                                     | 2004–2006 | ev.-luth.                                  | freistehender Glockenturm                 |
|           | Gethsemanekirche                                  | Raschwitzer Straße                                   | 1877      | ev.-luth.                                  | 24,5 m (Turmgiebel)                       |
|           | Markuskirche                                      | ehemals Dresdner Straße 61                           | 1882–1883 | ev.-luth.                                  | 67,1 m                                    |
|           | Neuapostolische Kirche Leipzig-Mitte              | Sigismundstraße 5                                    | 1911–1912 | neuapostolisch                             | turmlos                                   |
|           | Kirche zum Heiligen Kreuz                         | Neustädter Markt 8                                   | 1893–1894 | ev.-luth.                                  | 67,5 m                                    |
|           | St. Lukaskirche                                   | Volkmarsdorfer Markt (bis 2011 Ernst-Thälmann-Platz) | 1891–1893 | ev.-luth.                                  | 71 m                                      |
|           | Emmauskirche                                      | Wurzner Straße 160                                   | 1898–1900 | ev.-luth.                                  | 66 m                                      |
|           | Gedächtniskirche                                  | Ossietzkystraße 39, Zeumerstraße                     | 1816–1820 | ev.-luth.                                  | 50 m                                      |
|           | Kirche der Heiligen Familie                       | Ossietzkystraße 60                                   | 1928      | röm.-kath.                                 |                                           |
|           | Königreichssaalkomplex                            | Heiterblickstraße 32                                 | 1996      | Jehovas Zeugen                             | turmlos                                   |
|           | Kirche Sommerfeld                                 | Arnoldplatz                                          | 1858      | ev.-luth.                                  |                                           |
|           | St. Gertrud-Kirche                                | Engelsdorfer Straße 298                              | 1984–1986 | röm.-kath.                                 | 14 m                                      |
|           | Kirche Kleinpösna                                 | Dorfstraße, Kleinpösnaer Anger                       | 1852      | ev.-luth.                                  |                                           |
|           | Kirche Portitz                                    | Altes Dorf 5                                         | 1865–1867 | ev.-luth.                                  | (ursprüngliche Höhe 44 m)                 |
|           | Paul-Gerhardt-Kirche                              | Selneckerstraße 5                                    | 1898–1900 | ev.-luth.                                  | 60 m                                      |
|           | Paul-Gerhardt-Haus                                | Selneckerstraße 7                                    | 1926–1927 | ev.-luth.                                  | turmlos                                   |
|           | Johanneskirche Dösen                              | Markkleeberger Straße 25                             | 1933–1934 | ev.-luth.                                  | 11 m                                      |
|           | Interimskirche Anger-Crottendorf                  | ehemals Theodor-Neubauer-Straße                      | 1891      | ev.-luth.                                  | Dachreiter                                |
|           | Trinitatiskirche                                  | Theodor-Neubauer-Straße 16                           | 1949–1950 | ev.-luth.                                  | 24,5 m                                    |
|           | Gemeindezentrum St. Trinitatis                    | Sommerfelder Straße 63                               | 1953      | ev.-luth. Freikirche (ELFK)                | turmlos                                   |
|           | St. Laurentius-Kirche                             | Witzgallstraße 20/22                                 | 1892–1893 | röm.-kath.                                 | Dachreiter                                |
|           | Kirche Marienbrunn                                | Lerchenrain 1                                        | 1927–1928 | ev.-luth.                                  | turmlos                                   |
|           | Kaufmanns-Gedächtniskirche St. Bonifatius         | Biedermannstraße 84                                  | 1929–1930 | röm.-kath.                                 | 27,5 m                                    |
|           | Friedenskirche                                    | Kirchplatz                                           | 1872      | ev.-luth.                                  |                                           |
|           | Bethesdakirche                                    | Blumenstraße 74                                      | 1929–1930 | ev.-methodistisch                          | turmlos                                   |
|           | Versöhnungskirche                                 | Franz-Mehring-Straße 44                              | 1930–1932 | ev.-luth.                                  | 43 m                                      |
|           | St. Georg-Kirche                                  | Platz des 20. Juli 1944                              | 1922–1923 | röm.-kath.                                 | 13,3 m                                    |
|           | St. Trinitatiskirche                              | Kleiststraße 56                                      | 1949–1950 | Selbständige Ev.-Lutherische Kirche (SELK) | turmlos                                   |
|           | St. Gabriel-Kirche Wiederitzsch                   | Georg-Herwegh-Straße 7                               | 1968      | röm.-kath.                                 | turmlos                                   |
|           | Auferstehungskirche                               | Georg-Schumann-Straße 184                            | 1900–1901 | ev.-luth.                                  | 32 m                                      |
|           | Pfarr- und Klosterkirche St. Albert               | Georg-Schumann-Straße 336                            | 1951–1952 | röm.-kath.                                 |                                           |
|           | Heilandskirche                                    | Weißenfelser Straße 16, Ecke Erich-Zeigner-Allee     | 1886–1888 | ev.-luth.                                  | 86 m (zweithöchster Kirchturm in Leipzig) |
|           | Nathanaelkirche                                   | Roßmarktstraße, Nathanaelstraße                      | 1881–1884 | ev.-luth.                                  | 74,25 m                                   |
|           | Philippuskirche                                   | Aurelienstraße 52                                    | 1907      | ev.-luth.                                  | 62,5 m                                    |
|           | Katholisch-apostolische Kirche                    | Endersstraße 31                                      | 1899–1900 | kath.-apostolisch                          | turmlos                                   |
|           | St. Theresia-Kirche                               | Am langen Felde 29                                   |           | Röm.-kath.                                 | turmlos                                   |
|           | Interimskirche Schleußig                          | ehemals Schnorrstraße 2                              | 1904–1905 | ev.-luth.                                  | Dachreiter                                |
|           | Bethanienkirche                                   | Stieglitzstraße 42                                   | 1931–1933 | ev.-luth.                                  | 38,6 m                                    |
|           | Neuapostolische Kirche Plagwitz                   | Karl-Heine-Straße 6                                  | 1954–1956 | neuapostolisch                             | turmlos                                   |
|           | Adventhaus                                        | Karl-Heine-Straße 8                                  | 1951      | Freikirche der Siebenten-Tags-Adventisten  | turmlos                                   |
|           | Liebfrauenkirche                                  | Karl-Heine-Straße 112                                | 1907–1908 | röm.-kath.                                 | 45,5 m (Hauptturm) 2 × 33,5 m (Westtürme) |
|           | Kirche Jesu Christi der Heiligen der Letzten Tage | Oeserstraße 39                                       | 1984–1986 | Mormonen                                   |                                           |
|           | Taborkirche                                       | Windorfer Straße 49                                  | 1902–1904 | ev.-luth.                                  | 2 × 52 m                                  |
|           | Hoffnungskirche                                   | Seumestraße 129                                      | 1845–1846 | ev.-luth.                                  | 22 m (ursprüngliche Höhe 40 m)            |
|           | Pauluskirche                                      | Alte Salzstraße 185                                  | 1981–1983 | ev.-luth.                                  | freistehender Glockenturm                 |
|           | St. Martin-Kirche                                 | Kolpingweg 1                                         | 1983–1985 | röm.-kath.                                 | Glockenturm in Gebäudeecke integriert     |
|           | Kirche Böhlitz-Ehrenberg                          | Johannes-Weyrauch-Platz 2                            | 1926–1927 | ev.-luth.                                  | freistehender Glockenturm                 |
|           | St. Hedwig-Kirche                                 | Pestalozzistraße 17                                  | 1953–1954 | röm.-kath.                                 |                                           |

## Judentum
Siehe: Liste von Synagogen in Leipzig

## Islam
- DITIB-Moschee, Hermann-Liebmann-Straße 80
- Takva-Moschee